# Đurmanec

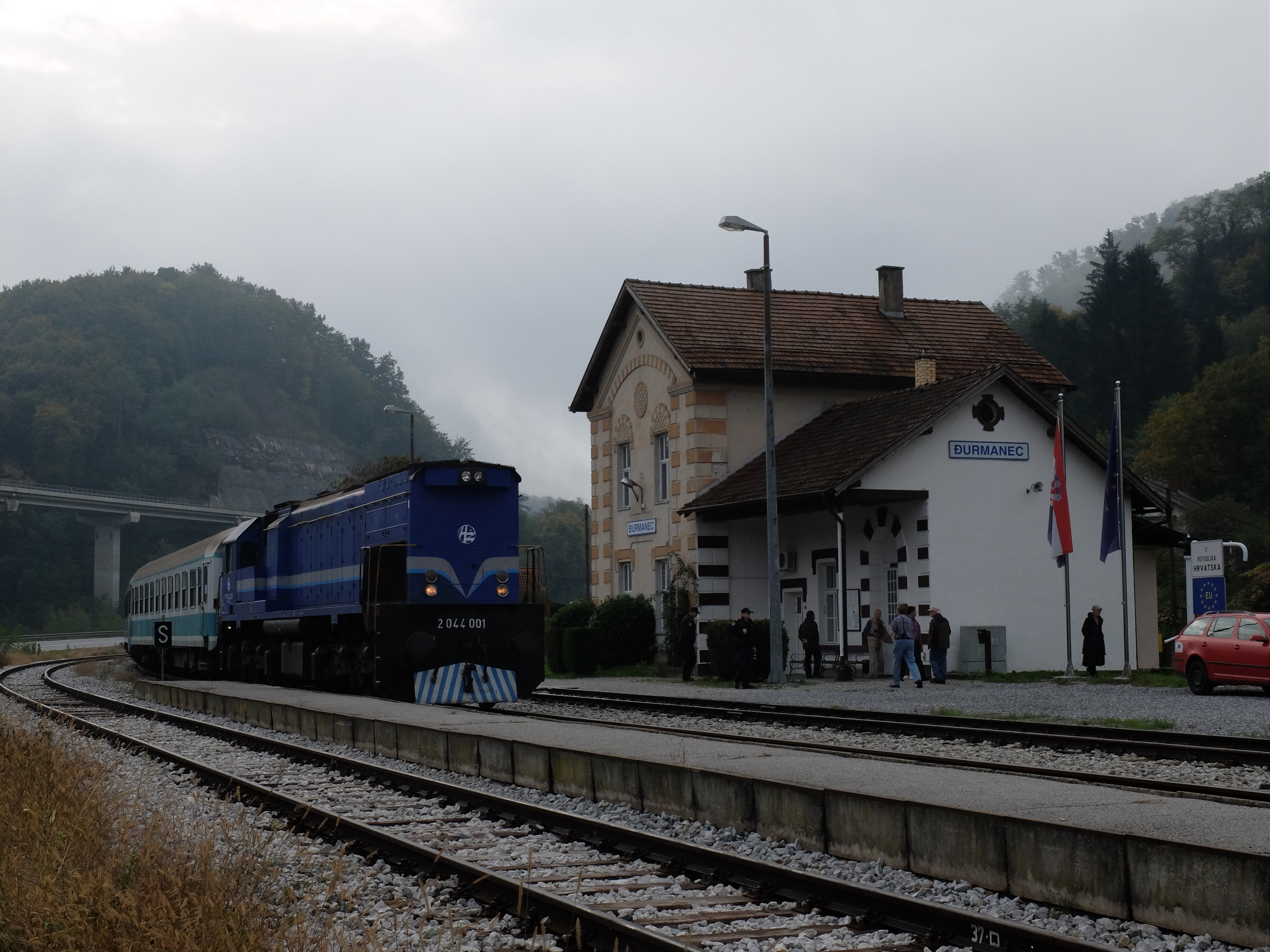
Gare

Đurmanec est un village et une municipalité située dans le comitat de Krapina-Zagorje, en Croatie. Au recensement de 2001, la municipalité comptait 4 481 habitants, dont 98,50 % de Croates et le village seul comptait 910 habitants.

## Localités
La municipalité de Đurmanec compte 13 localités :
- Donji Macelj - 558
- Đurmanec - 910
- Goričanovec - 298
- Gornji Macelj - 259
- Hlevnica - 277
- Hromec - 426
- Jezerišće - 136
- Koprivnica Zagorska - 108
- Lukovčak - 229
- Podbrezovica - 303
- Prigorje - 339
- Putkovec - 231
- Ravninsko - 407